# Kochma
Kochma (rusky Кохма) je město v Ivanovské oblasti v Ruské federaci. Při sčítání lidu v roce 2010 měla bezmála třicet tisíc obyvatel.

## Poloha a doprava
Kochma leží na Uvodi, levém přítoku Kljazmy v povodí Volhy. Je satelitem Ivanova, správního střediska oblasti, od kterého je vzdálena přibližně šest kilometrů jihovýchodně.
Do Kochmy zajíždějí trolejbusy ivanovské  trolejbusové sítě.

## Dějiny
První zmínka je z roku 1619 pod jménem Rožděstvenskoje-Kochma (Рожде́ственское-Кохма). První část jména přitom odkazuje k místnímu kostelu Narození (Krista) a druhá část jména odkazuje k dávnému (předruskému) jménu oblasti.
Od roku 1925 je Kochma městem.